# Drielandeninterventie
De drielandeninterventie was een gezamenlijke interventie van Rusland, Frankrijk en Duitsland waarbij Japan werd verzocht het schiereiland Liaodong aan China terug te geven. Japan had dit schiereiland verworven bij het Verdrag van Shimonoseki dat de Eerste Chinees-Japanse Oorlog beëindigde. Maar op 23 april 1895, 6 dagen na de ratificatie van dat verdrag, vroegen de drie mogendheden Rusland, Frankrijk en Duitsland via "een vriendelijk advies" de teruggave van Liaodong.

## Aanleiding voor de interventie
Er wordt aangenomen dat Rusland de initiatiefnemer was van de interventie. Een vaste Japanse aanwezigheid in Liaodong bedreigde namelijk Ruslands belangen in het verre Oosten. Graaf Witte en minister van buitenlandse zaken Prins Lobanov-Rostovsky organiseerden de interventie waarvoor ze de steun zochten en kregen van Duitsland en Frankrijk.
De drie mogendheden argumenteerden dat het bezit van Liaodong door Japan:
- de onafhankelijkheid van Korea een puur formeel iets maakte
- schade berokkende aan de commerciële belangen van de Europese landen
- de Chinese hoofdstad Peking bedreigde
- de vrede in het Oosten verstoorde.

## Antwoord van de Japanse regering
Geconfronteerd met het verzoek van de drie mogendheden, legde de toenmalige eerste minister Itō Hirobumi (伊藤博文) op een bijzondere conferentie op 24 april 1895 in aanwezigheid van keizer Meiji, drie mogelijke houdigen voor:
- verwerping van het verzoek
- oproep voor een nieuwe multilaterale conferentie
- een onvoorwaardelijke aanvaarding.

Verwerping van het verzoek was onmogelijk omdat Japan zijn limieten qua militaire capaciteit had bereikt. De tweede optie werd aanbevolen, maar de minister van buitenlandse zaken Mutsu Munemitsu (陸奥宗光) verzette zich hiertegen omdat dit het risico inhield om een stem te geven aan nieuwe inmenging.
Op 1 mei 1895 probeerde Japan om toch nog iets te redden door voor te stellen om Liaodong terug te geven, maar Port Arthur (Lüshun) te behouden. Dit werd echter meteen verworpen door de in Japan aanwezige vertegenwoordigers van de interveniërende landen.
De Japanse regering zocht ook Amerikaanse en Britse interventie, maar werd verteld dat het vergeefs en zelfs gevaarlijk was om tegen Rusland in te gaan.
Uiteindelijk werd de interventie van de drie mogendheden geaccepteerd. Als compensatie kreeg Japan een bijkomende vergoeding van 36 miljoen yen. Op 8 november 1895 werd het verdrag van de teruggave getekend en op 27 december 1895 werden de troepen teruggetrokken.

## Reactie van het Japanse volk
De publieke opinie reageerde razend op deze capitulatie. Er heerste op grote schaal verontwaardiging en verscheidene ultranationalisten pleegden rituele zelfmoord toen het nieuws bekend raakte. Vanuit Japans standpunt was de interventie onbegrijpelijk, deze oorlog was namelijk een gerechtvaardigde oorlog om Japans vitale belangen op het Aziatische vasteland te beschermen.
Tokutoni Soho, een Japanner die net na het tekenen van het Verdrag van Shimonoseki in Liaodong aankwam, voelde een enorme voldoening over het feit dat dit gebied nu Japan toekwam. Toen hij het nieuws van de drielandeninterventie vernam, stond hij perplex. Verachtend om nog langer te blijven op het land dat was teruggegeven, nam hij een handvol steentjes van het strand van Port Arthur als souvenir van zijn pijn en vernedering en keerde terug naar Japan met het eerste schip dat hij kon vinden.

## Betekenis
Deze interventie toonde aan dat deze Westerse mogendheden een gevaar zagen in het vlugge tempo van het Japanse expansionisme. Het was ook een bevestiging van de ambitieuze plannen die het Westen had om zo veel mogelijk van China te behouden voor hun eigen exploitatie.
Hun manoeuvre was geen uitzondering op hun imperialistische politiek, maar maakte Japan duidelijk dat imperialistische politiek meedogenloos was en dat staten in een eeuwigdurende staat van potentieel conflict verkeerden. Japans nieuwe statuut als grote mogendheid had de positie in de hiërarchie niet veranderd, maar Japan verkeerde nu wel in de positie om het spel mee te spelen. Het gaf zijn droom voor een Aziatisch Rijk niet op.
De interventie maakte een onuitwisbare indruk op de Japanners. 50 jaar na datum werd in de boodschap van de capitulatie van Japan door Keizer Hirohito deze capitulatie op eenzelfde lijn geplaatst met de beslissing om de interventie van de drie mogendheden te accepteren. Kiezer Hirohito verklaarde iets na 11 uur op 14 augustus 1945: "De beslissing die ik heb bereikt is verwant met degene die aan mijn grootvader, keizer Meiji, werd opgedrongen ten tijde van de drielandeninterventie. Zoals hij het ondraaglijke onderging, zo zal ik, en zo moet u."

## Gevolgen

### Lastercampagne tegen Rusland
De Japanse overheid, die erg verveeld zat met het probleem, begon een lastercampagne tegen Rusland dat als staatsvijand nr. 1 werd afgeschilderd. Ze veranderde het debat van verontwaardiging dat de natie in rep en roer zette naar de verantwoordelijkheden in de teruggave en een discours van het ontbreken van macht van het land. Het ondersteunde de slogan: "ondergaan om zich beter te wreken" (臥薪嘗胆) en mobiliseerde het volk voor een versterking van het leger met het zicht op het uitoefenen van represailles tegen Rusland.

### Verdergaand imperialisme
Japan koesterde de droom van een Aziatisch Rijk en beschouwde deze interventie niet als een reden om deze droom op te geven, maar zag het eerder als een tijdelijk oponthoud. Na de interventie volgde een militaire uitbouw. De regering en de Diet (het Japanse parlement) werkten samen om het militaire budget te verhogen, van 24 miljoen yen voor de oorlog tot 73 miljoen yen in 1896 en 110 miljoen yen in het daaropvolgende jaar. Dit maakte het mogelijk om de grootte van het leger te verdubbelen en voldoende oorlogsbodems bij Europese bouwers aan te kopen om de Japanse vloot de grootste van Azië te maken. Maar niet enkel het leger werd groter, ook de positie van de militairen werd sterker in de Japanse maatschappij.

### Verdeling van China
China kreeg door de interventie het schiereiland van Liaodong terug. Maar niet lang na de interventie begonnen de drie interveniërende mogendheden China's soevereiniteit aan te tasten. In 1897 bezette Duitsland de baai van Jiaozhou. Het jaar daarop bezette Rusland Port Arthur (Lüshun) en Dalian, Frankrijk bezette de baai van Kanton. Geconfronteerd met deze drievoudige toe-eigening kwam het Verenigd Koninkrijk ook in actie en maakte zich meester van Weihai-wei.